# 3227 Hasegawa
3227 Hasegawa è un asteroide della fascia principale. Scoperto nel 1928, presenta un'orbita caratterizzata da un semiasse maggiore pari a 2,4460272 UA e da un'eccentricità di 0,1373794, inclinata di 3,90939° rispetto all'eclittica.
L'asteroide è dedicato ad Ichiro Hasegawa.